# Шемсдін Талбі
Шемсдін Тальбі (фр. Chemsdine Talbi; нар. 9 травня 2005, Самбрвіль, Бельгія) — марокканський та бельгійський футболіст, нападник бельгійського клубу «Брюгге».

## Ігрова кар'єра

### Клубна
До 2015 року Шемсдін Талбі займався футболом в молодіжній команді клубу «Тюбіз». Після чого він приєднався до академії клубу «Брюгге». Влітку 2022 року футболіст підписав з клубом перший професійний контракт до 2025 року. І вже наступний сезон Талбі провів, граючи в другій команді «Брюгге».
Починаючи з зими 2023 року Талбі тренувався з першою командою «Брюгге» і 18 березня 2023 року дебютував на професійному рівні, коли вийшов на заміну у матчі чемпіонату Бельгії проти «Кортрейка».
Восени 2024 року Талбі почав свою кар'єру на міжнародному рівні, коли вийшов на заміну в матчі Ліги чемпіонів проти дортмундської «Боруссії». Після того нападник брав участь ще в чотирьох поєдинках.

### Збірна
У 2022 році в складі юнацької збірної Бельгії (U-17) Талбі брав участь у юнацькому чемпіонаті Європи в Ізраїлі. Пізніше футболіст отримав виклик до збірної Бельгії (U-18).
13 березня 2025 року, вирішив змінити футбольне громадянство на Марокко, та був викликаний до збірної Марокко головним тренером команди Валідом Реграгі.

## Досягнення
«Брюгге»
- Чемпіон Бельгії: 2023–24
- Володар Кубка Бельгії: 2024–25[9]